# Le Fresne-sur-Loire
Le Fresne-sur-Loire – miejscowość i dawna gmina we Francji, w regionie Kraj Loary, w departamencie Maine i Loara. W 2013 roku jej populacja wynosiła 1001 mieszkańców.
W dniu 1 stycznia 2016 roku z połączenia dwóch ówczesnych gmin – Le Fresne-sur-Loire oraz Ingrandes – utworzono nową gminę Ingrandes-Le Fresne sur Loire. Siedzibą gminy została miejscowość Ingrandes. Gmina Le Fresne-sur-Loire przed połączeniem administracyjnie była usytuowana w departamencie Loara Atlantycka, natomiast Ingrandes w Maine i Loara. Jako że nowa gmina nie mogła być położona na terenie dwóch departamentów, z dniem 31 grudnia 2015 roku przeniesiono dekretem Le Fresne-sur-Loire do departamentu Maine i Loara, a następnego dnia utworzona nową gminę Ingrandes-Le Fresne sur Loire. Dekret podpisał ówczesny minister spraw wewnętrznych Francji – Bernard Cazeneuve.